# Civilització de la vall de l'Indus
La civilització de la vall de l'Indus va ser una cultura desenvolupada al voltant del riu Indus cap al tercer mil·lenni aC i descoberta a partir de les troballes de l'arqueologia de mitjan segle xix. Destaca per la seva extensió geogràfica per a l'època i pels avenços tècnics relatius a l'agricultura i el comerç.

## Nom
La civilització de l'Indus rep el nom de la xarxa de drenatge del riu Indus en les planes al·luvials del qual es van identificar i excavar els primers llocs de la civilització.
Seguint una tradició en arqueologia, la civilització de vegades es coneix com a Harappan, pel seu jaciment tipus, Harappa, el primer jaciment que es va excavar a la dècada de 1920; això és especialment cert de l'ús emprat per l'Arqueològic de l'Índia després de la independència de l'Índia el 1947.
El terme "Ghaggar-Hakra" ocupa un lloc destacat en les etiquetes modernes aplicades a la civilització de l'Indus perquè s'han trobat un bon nombre de llocs al llarg del riu Ghaggar-Hakra al nord-oest de l'Índia i l'est del Pakistan. Els termes "Civilització Indus-Sarasvati" i "Civilització Sindhu-Saraswati" també s'han utilitzat a la literatura després d'una identificació postulada del Ghaggar-Hakra amb el riu Saraswati descrit als primers capítols de Rigveda, una col·lecció d'himnes en sànscrit arcaic composta al segon mil·lenni aC.
Investigacions geofísiques recents suggereixen que, a diferència del Sarasvati, les descripcions del qual al Veda Rig són les d'un riu alimentat per la neu, el Ghaggar-Hakra era un sistema de rius perennes alimentats per monsons, que es van convertir en estacionals al voltant de l'època que la civilització va disminuir, fa aproximadament 4.000 anys.

## Extensió

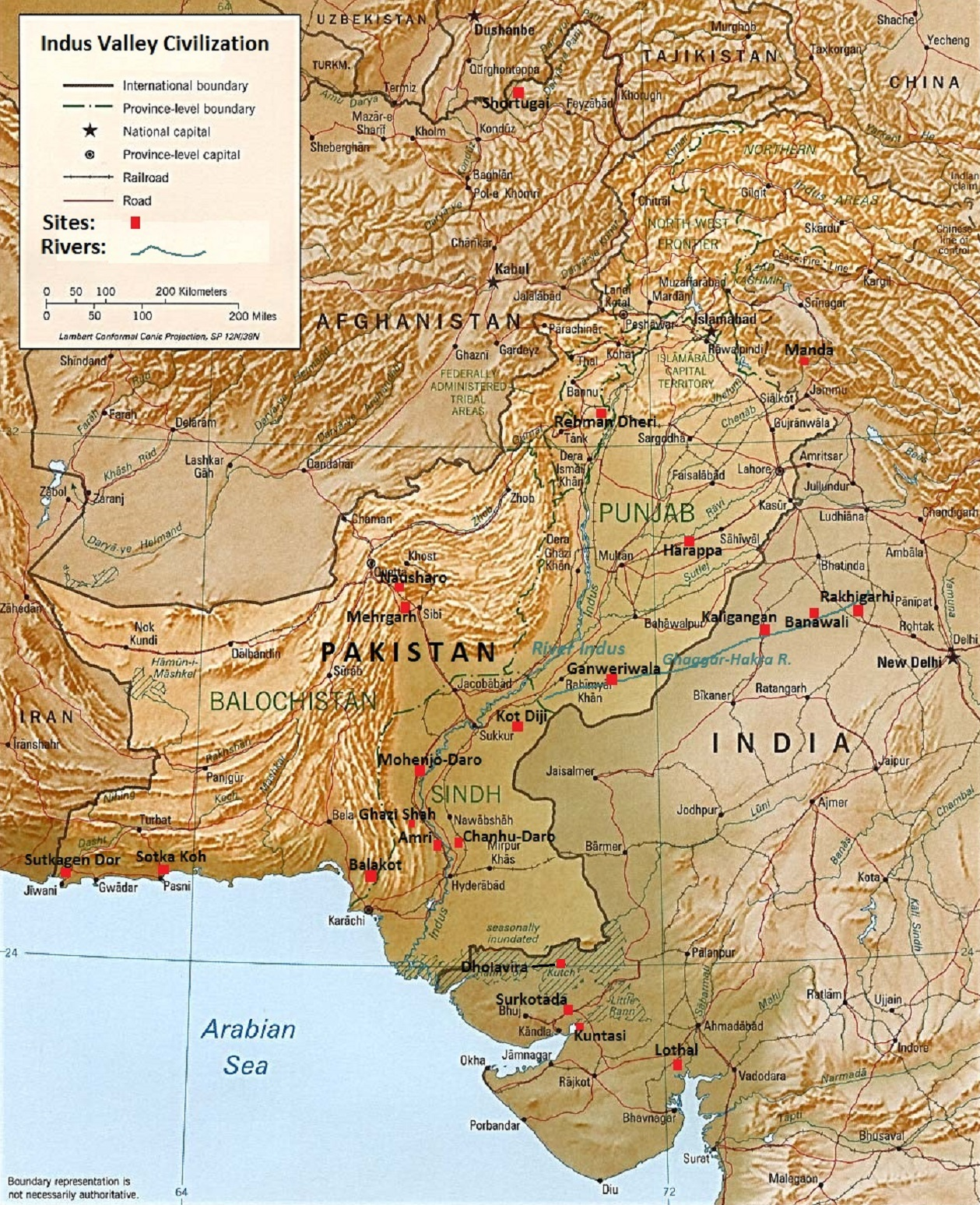
Principals llocs i extensió de la civilització de la vall de l'Indus.

La civilització de la vall de l'Indus va ser aproximadament contemporània amb les altres civilitzacions fluvials del món antic: l'antic Egipte al llarg del riu Nil, Mesopotàmia a les terres regades per l'Eufrates i el Tigris, i Xina a la conca de drenatge del Riu Groc i el Yangtze. En el moment de la seva fase madura, la civilització s'havia estès per una àrea més gran que les altres, que incloïa un nucli de 1500 km a la plana al·luvial de l'Indus i els seus afluents. A més, hi havia una regió amb flora, fauna i hàbitats dispars, fins a deu vegades més gran, que havia estat modelada culturalment i econòmicament per l'Indus.
Cap al 6500 aC, l'agricultura va sorgir a Balutxistan, als marges de l'al·luvió de l'Indus. En els mil·lennis següents, la vida assentada va incursionar a les planes de l'Indus, establint-se l'escenari del creixement dels assentaments humans rurals i urbans. La vida sedentària més organitzada, al seu torn, va portar a un augment net de la taxa de natalitat. Els grans nuclis urbans de Mohenjo-daro i Harappa probablement van créixer fins a contenir entre 30.000 i 60.000 individus, i durant la floració de la civilització, la població del subcontinent va créixer entre 4 i 6 milions de persones. Durant aquest període, la taxa de mortalitat també va augmentar, perquè les condicions de vida en que humans i animals domèstics vivien en proximitat va provocar un augment de les malalties contagioses. Segons un estimació, la població de la civilització de l'Indus en el seu punt àlgid podria haver estat entre un i cinc milions.
La civilització es va estendre des del Balutxistan Oriental al Pakistan a l'oest fins a l'Uttar Pradesh occidental de l'Índia a l'est, des del nord-est de l'Afganistan al nord fins a l'estat de Gujarat de l'Índia al sud. El major nombre de llocs es troben a Gujarat, Haryana, Panjab, Rajasthan, Uttar Pradesh, Jammu i Caixmir a l'Índia, i Sindh, Punjab i Balutxistan al Pakistan. Els assentaments costaners es van estendre des de Sutkagan Dor al Balutxistan occidental a Lothal a Gujarat. S'ha trobat un jaciment de la vall de l'Indus al riu Oxus a Shortugai al nord de l'Afganistan, a la vall del riu Gumal al nord-oest del Pakistan, a Manda al riu Beas prop de Jammu, India, i a Alamgirpur al riu Hindan, només a 28 km. de Delhi. El lloc més al sud de la civilització de la vall de l'Indus és Daimabad a Maharashtra. Els jaciments de la vall de l'Indus s'han trobat més sovint als rius, però també a l'antiga costa, per exemple, a Balakot (Kot Bala), i a illes com Dholavira.

## Història

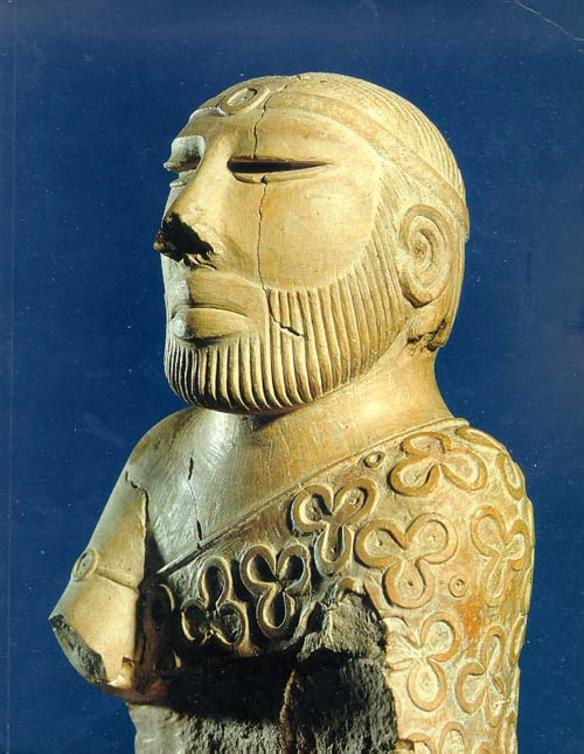
Figura de Mohenjo-daro.

Els antecedents de la civilització de l'Indus estan en la cultura de Mehrgarh, del 6500 aC, que va introduir l'agricultura i el sedentarisme a la zona amb el cultiu de blat i ordi, i la domesticació de bous, ovelles i cabres. A la zona de Harappa, va començar a desenvolupar-se una cultura urbana que s'expandia gràcies al comerç de lapislàtzuli i altres productes de luxe. Els arqueòlegs situen entre el 2600 i el 1900 aC el moment de màxim apogeu d'aquesta civilització, amb Harappa com a capital, probablement la primera ciutat planificada de la història.

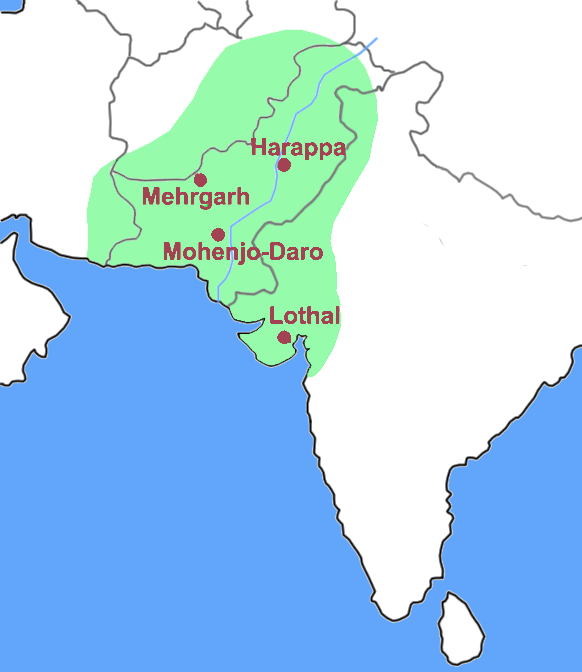
Principals ciutats de la civilització de l'Indus.

La desaparició de la cultura de l'Indus es va produir suposadament per la unió de petites invasions de pobles veïns i per canvis climàtics o tectònics que van alterar el curs i el cabal del riu principal que la sustentava. El 1900 aC, s'inicia un èxode massiu de població de l'Indus i el 1700 aC desapareixen les mencions de comerç amb aquest poble en els textos mesopotàmics. Sorgeixen aleshores diverses cultures regionals menors.
Abans es considerava que la causa del declivi era la invasió de pobles aris però, donat que les proves d'assentaments indoeuropeus són posteriors a la desaparició de la cultura de l'Indus i la manca de suport documental o arqueològic d'aquest fet, la majoria dels estudiosos sostenen com a hipòtesi més probable la d'una gran catàstrofe natural o un seguit de desastres com inundacions, terratrèmols o un tsunami.

## Ciència i cultura
Aquesta civilització va desenvolupar un sistema d'escriptura propi, que continua sense ser desxifrat, basat en l'ús del pictograma sobre tauletes (s'han identificat 400 signes diferents). No se sap tampoc en quina llengua estava escrit, ni tan sols la família lingüística a què pertanyia. Se n'han trobat restes que daten del 3000 aC.
També, pertanyent a aquesta cultura, s'han trobat segells amb la figura de Xiva en postura meditativa, estatuetes de terracota d'una deessa mare, que alguns estudiosos identifiquen amb Pàrvati, la consort de Xiva, així com, nombroses figures de pedra calcària, esteatita, alabastre i bronze representant ballarines, animals diversos i, fins i tot, criatures fantàstiques (una semblant a un unicorn).
Els pobladors de l'Indus coneixien la dansa (com proven les estatuetes trobades amb dones ballant) i l'acompanyaven amb un instrument similar a l'arpa. També es practicava el joc de daus i s'han identificat diverses joguines infantils, així com un avantpassat del joc dels escacs.
Les ciutats tenien sistema de clavegueram i la higiene era fonamental. Per comerciar s'utilitzava un sistema estandarditzat de pesos i mesures, binari per pesos inferiors i decimal per els més grans, fet que demostra l'existència de càlculs matemàtics i geomètrics previs. A les excavacions, s'han trobat proves de l'existència de tècniques d'odontologia.

## Economia
L'agricultura de l'Indus es basava en el conreu de sèsam, llegums, dàtils i melons. Amb l'extensió cap al riu Ganges, va guanyar progressivament en importància l'arròs. Els seus habitants també van conrear cotó, i van ser els primers a fer-lo servir per fer roba. La ramaderia era al voltant del bou, l'ase i l'elefant.
Comerciaven amb metalls preciosos i ivori amb altres pobles, com els de Mesopotàmia, per fer joies i uns altres productes de luxe. Més tard, van exportar terrissa a unes altres civilitzacions asiàtiques. Aquest comerç es feia per via terrestre, gràcies a la invenció del carro arrossegat per bous, i més endavant per via marítima, en què destaca el paper de la ciutat de Lothal.

## Societat
La societat urbana era sobretot a Harappa i Mohenjo Daro i la rural era en un seguit de colònies agrícoles o mineres que depenien de ciutats veïnes. Es calcula que, en l'època de màxima esplendor, la civilització de l'Indus tenia cinc milions d'habitants.
La gent vivia en cases de maons, que s'agrupaven en illes a la ciutat baixa, on hi havia el graner, envoltant la ciutadella, on es feia l'administració (sembla que no era cap palau, perquè no hi havia cap monarquia ni sistema centralitzat). L'aspecte més destacat del seu urbanisme era el sistema de clavegueram subterrani amb atuells d'infiltració al exterior de cada estructura.
El lloc de reunió era als banys públics o a les places, i els barris es repartien segons l'activitat econòmica fonamental, de manera semblant als gremis medievals.
Les referències en sànscrit posteriors dibuixen una societat basada en l'igualitarisme i la no-violència, probablement un punt idealitzada. El culte a dees de fertilitat, la manca d'evidència d'esclaus o d'exèrcit regular i l'estructura de les ciutats excavades, però, reforcen aquesta imatge.